# O Pustu in zakletem gradu
O Pustu in zakletem gradu je slovenska ljudska pravljica

## Uvod
O Pustu in zakletem gradu je slovenska ljudska pravljica, ki je v začetku tega stoletja pripotovala do slovenskega pravljičarja Antona Dremlja - Resnika. On si jo je že kot otrok zapomnil in jo s seboj nosil prav do konca življenja. Pripovedoval jo je svojim in drugim otrokom ter tudi odraslim. Naneslo pa je da jo je povedal tudi folkloristu Milku Matičetovemu, ki jo je v začetku 50. let zapisal, leta 1959 pa še posnel.
Ljudska pravljica je običajno povedana v narečju in tako je bila tudi pravljica o Pustu. Vendar pa jo je Anja Štefan z velikim spoštovanjem do izvirnika prelila v knjižni jezik, saj je želela, da bi bila bolj berljiva.
Besedilo je gladko berljivo, ohranja pa iskrivost govorjenega jezika in daje slutiti živo ljudsko pravljico. Sočnost besedila poudarjajo ilustracije Marjana Mančka.

## Vsebina
Ta pravljica govori o vojaku iz rismkega časa z imenom Pust, ki je prejemal čarobne predmete od ljudi, ki jim je pomagal v stiski. Nekega večera, ko je iskal prenočišče, je našel začaran grad, ki so ga ljudje vedno zapustili v času mraka, saj so se bali vragov, ki ponoči tam strašijo. Kljub opozorilom, neustrašljiv upokojen vojak ostane na gradu, kjer z ukano vse vrage spravi iz gradu. Na tisti dan so se na gradu vsako leto veselili in pustovali. In tako še dandanes svet pustuje in se veseli.

## Analiza pravljice
Značilnosti ljudske pravljice
O Pustu in zakletem gradu je ljudska pravljica, ki ima svoje značilnosti:
- Ne poznamo avtorja pravljice, saj se je prenašala z ustnim izročilom. Poznamo le zapisovalce pravljice.

- Pravljica je srednje dolga, z izmišljeno vsebino.

- Pravljični liki so brez imen.

- Nastopajo pravljična bitja: vragi.

- Dogajalni prostor je nedoločen. Kraj dogajanja je neznana kasarna in nato neznan grad.

- Pojavljajo se nasprotja, črno-belo slikanje: pošten-nepošten, hudoben-dober, iznajdljiv-neiznajdljiv...

- Pravljica ima srečen konec.

- Vedno zmaga dobro nad slabim, pravica nad krivico, resnica nad lažjo…

- Nastopajo razni pravljični predmeti:
  - torbica, v katero gre na ukaz (»Smuk noter!«) vse noter,
  - karte, ki povzročijo, da lastnik vedno zmaga.

- slogovne značilnosti:
  - pomanjševalnice: torbica, griček,
  - ukrasni pridevki: vojaški plašč, mladi fantje, vojaške pesmi, nebeška vrata,
  - pravljična števila: trije mladi fantje.

Književne osebe
- Glavni lik:
  - Pust

- Stranski liki:
  - Lucifer
  - vragi
  - graščak
  - dva berača
  - gostilničar

Dogajalni prostor:
- kasarna, grad

Dogajalni čas: 
- za časa rimskega cesarstva

## Analiza pravljice po Vladimirju J. Proppu
Vladimir J. Propp je leta 1928 izdal knjigo Morfologija pravljice, v kateri poudarja pomen likov in funkcije pravljic. S pomočjo te teorije lahko sistematično analiziramo vsako čudežno pravljico in preučimo njeno strukturo. Zagovarja teorijo, da se v pravljici pojavlja sedem glavnih vlog (škodljivec, darovalec, pomočnik, junak, lažni junak oz. lažna rešitev, vrednota in pošiljatelj) in 31 zaporednih funkcij pravljice. V pravljici O Pustu in zakletem gradu se pojavijo tri tipične vloge in deset funkcij pravljice.
Vloge v pravljici:
- ŠKODLJIVEC: v našem primeru so to vragi, ti ne le škodujejo prebivalcem gradu (ponoči), ampak želijo škodovati tudi Pustu (ter se z njim tudi spopasti),

- DAROVALEC: berača podarita čudežno sredstvo (torbica, karte) junaku,

- JUNAK: v pravljici je to Pust.

Funkcije pravljice:
- ODHOD OD DOMA: (v našem primeru je to odhod iz delovnega mesta) Pust je odpuščen vojak (upokojil se je) in odhaja proti svojemu domačemu kraju, da bi si našel nov dom,

- JUNAKA PREIZKUŠAJO, IZPRAŠUJEJO, NAPADAJO, IDR.TER GA TAKO PRIPRAVLJAJO NA ČUDEŽNO SREDSTVO ALI POMOČNIKA: berača prosita Pusta, da jima pomaga (obleka, hrana),

- JUNAK SE ODZOVE NA DEJANJA PRIHODNJEGA DAROVALCA: Pust jima ugodi,

- JUNAK PREJME ČUDEŽNO SREDSTVO: Pust prejme v zahvalo torbico in karte,

- JUNAKA NEKDO PRENESE, DOSTAVI ALI PRIVEDE NA KRAJ, KJER JE OBJEKT ISKANJA: gostilničar Pustu pove, kje je grad,

- JUNAK IN ŠKODLJIVEC SE NEPOSREDNO SPOPADETA: junak in vragi kartajo,

- ŠKODLJIVEC JE PREMAGAN: vragi izgubijo pri kartanju,

- PREMOSTITEV PRVOTNE NESREČE, ZAPOLNITEV MANKA: Pust uporabi zvijačo s torbico in ujame vrage,

- NALOGA JE REŠENA: v gradu nič več ne straši,

- ŠKODLJIVCA KAZNUJEJO: vrage kovači najprej pretepejo, ko so še v torbi, potem pa ko jih junak izpusti iz torbe, zletijo naravnost v pekel.

## Interpretacija lirerarnih likov
Za pravljice je značilno tudi, da nastopa malo oseb, ki pa so po navadi zelo karakterizirane.
- Pust je glavni književni lik. Ta odpuščen vojak je pogumen in radodaren. Tudi, ko z ukano pridobi veliko premoženja, ga podari graščaku, saj pravi, da ga sam ne potrebuje.

- Vragi so v zgodbi prisotni kot stranski liki. Po ljudskem verovanju obstaja vrag od nekdaj in ima neskončno podob. V ljudski pripovedki in pravljici po navadi zavaja ljudi, predvsem dekleta, da bi dobil oblast nad njimi in jih zvabil v pekel.

V ljudski pravljici O Pustu in začaranem gradu se vragi nahajajo na gradu in ponoči strašijo vse tam živeče. Vsak, ki ostane ne gradu čez noč pobegne ali pa izgine. Pustu pa uspe prelisičiti demone in na koncu se jim le maščuje, ker pristanejo v peklu.
- Lucifer je glavni vrag, ki daje navodila ostalim vragom in tudi nagovori glavni lik.

- Graščak in gostilničar sta stranska lika, ki nimata prav velikih vlog. Zadnji Pusta le seznani s tem, kje se nahaja grad, graščak pa pusta seznani s situacijo na gradu.

- Berača sta stranska lika. Pustu data v znak hvaležnosti čudežna darila.

## Motivno - tematske povezave
Čudežna pravljica:
- Železni prstan, slovenska ljudska pravljica

Motiv vraga:
- Na drevesu brez imena, slovenska ljudska pravljica

- Vrag se ženi, slovenska ljudska pripovedka

- Pravljica o žabi, slovenska ljudska pripoved

## Izdaje
- Anja Štefan, (1999). O Pustu in zakletem gradu: slovenska ljudska pravljica. Ljubljana: Slovenska knjiga.(COBISS)
- Anja Štefan, (2008).O pustu in zakletem gradu : slovenska ljudska pravljica iz Petrušne vasi na Dolenjskem. Ciciban. (COBISS)

Zvočni posnetek
- Irena Matko Lukan, (2008). Za 2 groša fantazije: sedem pravljic. Ljubljana : Mladinska knjiga. (COBISS)